# Bruchidius campylacanthae
Bruchidius campylacanthae là một loài bọ cánh cứng trong họ Bruchidae. Loài này được Delobel miêu tả khoa học năm 2007.